# Смоланка, Владимир Иванович
Владимир Иванович Смоланка (укр. Володимир Іванович Смоланка; род. 2 апреля 1961, Ужгород) — ректор Ужгородского национального университета, доктор медицинских наук, профессор, заслуженный врач Украины, президент Украинской ассоциации нейрохирургов, член тренировочного комитета Европейской ассоциации нейрохирургических обществ.

## Биография
Окончил с отличием Ужгородский государственный университет по специальности «Лечебное дело».
1983—1985 гг. — клинический ординатор Киевского научно-исследовательского института нейрохирургии.
1985—1986 гг. — ординатор нейрохирургического отделения Береговского центральной районной больницы.
1986—1989 гг. — аспирант Киевского института нейрохирургии по специальности «Нейрохирургия».
1989—1994 гг. — ассистент кафедры неврологии, психиатрии и гигиены Ужгородского национального университета.
1994—2000 гг. — доцент кафедры неврологии, психиатрии и гигиены Ужгородского национального университета.
2001—2014 гг. — заведующий кафедрой неврологии, нейрохирургии и психиатрии Ужгородского национального университета.
С 2006 по март 2014 гг. — директор Областного клинического центра нейрохирургии и неврологии (по совместительству).
С 04 марта по 23 апреля 2014 — исполняющий обязанности ректора Государственного высшего учебного заведения «Ужгородский национальный университет».
С 23 апреля 2014 — ректор Государственного высшего учебного заведения «Ужгородский национальный университет».
Кандидат медицинских наук с 1990 года, доктор медицинских наук с 2002 года. Ученое звание доцента присвоено в 1998 году, профессора — в 2005 году.
В 2006 году под руководством Владимира Смоланки в Ужгороде был открыт первый в Украине специализированный Центр нейрохирургии и неврологии, который он возглавлял в течение 9 лет.
С июня 2013 года — президент Украинской ассоциации нейрохирургов, вице-президент Украинской ассоциации борьбы с инсультом, член экспертной группы МЗ Украины «Неврология. Нейрохирургия». Постоянный преподаватель Европейской Ассоциации нейрохирургов и Европейской Ассоциации неврологов. Член Тренировочного комитета Европейской Ассоциации нейрохирургов, старший делегат Украины во Всемирной и Европейской ассоциации нейрохирургических обществ, академик Евразийской академии нейрохирургов.
В апреле 2014 года стал ректором Ужгородского национального университета. Под его руководством университет занял 11 место в рейтинге «Топ 200 университетов Украины». По данным мировых рейтингов Webometrics, Scopus, Scimago, QS EECA University Rankings, U-Multirank сегодня УжНУ занимает 11-14 позиции среди украинских высших учебных заведений.
Автор более 250 научных и учебно-методических работ, получил 5 патентов Украины и авторское свидетельство на изобретение. Соавтор двух монографий. Индекс Хирша в системе Google Scholar — 10, в Scopus — 5. Главный редактор научно-практического журнала «Международный неврологический журнал», член редакционных коллегий изданий «International Journal of Stroke», «Украинский нейрохирургический журнал» и самого рейтингового нейрохирургического журнала Европы «Neurosurgical Review».

## Награды
В 2005 году награждён орденом «За заслуги» III степени.
В 2012 году стал лауреатом Национальной Медицинской Премии в номинации «Лучший практикующий врач».
В 2017 году вошёл в ТОП-25 лучших врачей Украины по версии телеканала «Эспрессо», из числа талантливых украинцев, которые сделали прорыв не только в украинской, но и мировой медицине.
В 2020 году присвоено звание «Заслуженный врач Украины».
Почётный Доктор (Doctor Honoris Causa) университета м. Арад (Румыния).
Почётный Сенатор (Senator Honoris Causa) Сегедского университета (Венгрия).
Почётный член Хорватской ассоциации нейрохирургов.